# Baby Boom (émission de télévision)
Pour les articles homonymes, voir Baby Boom.
Baby Boom est une émission de docu-réalité française diffusée depuis 2011 sur TF1 . Diffusée chaque mardi depuis le 23 août 2011, le quotidien de différentes maternités est filmé par un ensemble de 40 caméras dans les différentes salles de travail et espaces de vie.
Ce docu-réalité est adapté de l'émission britannique One Born Every Minute (en). En 2019, la saison 7 est diffusée.

## Production et développement
Cette émission est produite par EndemolShine France. La productrice artistique est Stéphanie Catanzano, le réalisateur Loran Perrin et le réalisateur post-production Alexis Bernard.

## Saison 1

### Audiences
| Épisode | Titre                   | Jour et horaire de diffusion          | Téléspectateurs en million(s) | Parts de marché (sur les 4 ans et plus) | Référence |
| ------- | ----------------------- | ------------------------------------- | ----------------------------- | --------------------------------------- | --------- |
| 1       | La première fois        | Mardi 23 août 2011 (23:20-00:30)      | 2 300 000                     | 25,9 %                                  | [ 1 ]     |
| 2       | Devenir père            | Mardi 30 août 2011 (23:20-00:35)      | 2 200 000                     | 28 %                                    | [ 2 ]     |
| 3       | Minuit à Poissy         | Mardi 6 septembre 2011 (23:20-00:35)  | 2 200 000                     | 24,5 %                                  | [ 3 ]     |
| 4       | Parents à tout prix     | Mardi 13 septembre 2011 (23:35-00:35) | 1 500 000                     | 18,3 %                                  | [ 4 ]     |
| 5       | Quelques mois plus tard | Mardi 20 septembre 2011 (23:35-00:35) | 1 800 000                     | 18,3 %                                  | [ 5 ]     |

Légende :
En fond vert = Les plus hauts chiffres d'audiences
En fond rouge = Les plus bas chiffres d'audiences
Cette saison Céline Mauge en est la voix off.

## Saison 2
La saison est diffusée à partir du 18 septembre 2012.

### Audiences
| Épisode | Titre                     | Jour et horaire de diffusion          | Téléspectateurs en million(s) | Parts de marché (sur les 4 ans et plus) | Référence |
| ------- | ------------------------- | ------------------------------------- | ----------------------------- | --------------------------------------- | --------- |
| 1       | Liés à jamais             | Mardi 18 septembre 2012 (23:15-00:15) | 1 500 000                     | 23,3 %                                  | [ 6 ]     |
| 2       | Une affaire d’homme       | Mardi 25 septembre 2012 (23:25-00:35) | 1 700 000                     | 23,1 %                                  | [ 7 ]     |
| 3       | Urgences à Poissy         | Mardi 2 octobre 2012 (23:25-00:35)    | 1 900 000                     | 24,6 %                                  | [ 8 ]     |
| 4       | Ce que femme veut         | Mardi 9 octobre 2012 (23:25-00:40)    | 1 600 000                     | 22,7 %                                  | [ 9 ]     |
| 5       | Naissance d’une maman     | Mardi 16 octobre 2012 (23:50-01:15)   | 1 200 000                     | 22,9 %                                  | [ 10 ]    |
| 6       | Les caprices de la nature | Mardi 23 octobre 2012 (23:25-00:35)   | 1 900 000                     | 24,3 %                                  | [ 11 ]    |
| 7       | Le Jour d'après           | Mardi 30 octobre 2012 (23:15-00:25)   | 1 800 000                     | 22 %                                    | [ 12 ]    |

Légende :
En fond vert = Les plus hauts chiffres d'audiences
En fond rouge = Les plus bas chiffres d'audiences

## Saison 3
Elle est diffusée à partir du 17 septembre 2013, les caméras sont installées dans la maternité de l'hôpital André-Grégoire de Montreuil après deux saisons à l'hôpital de Poissy.

### Audiences
| Épisode | Titre                       | Jour et horaire de diffusion          | Téléspectateurs en million(s) | Parts de marché (sur les 4 ans et plus) | Référence |
| ------- | --------------------------- | ------------------------------------- | ----------------------------- | --------------------------------------- | --------- |
| 1       | Camélia, un bébé né sous X  | Mardi 17 septembre 2013 (23:25-00:35) | 1 500 000                     | 22,7%                                   |           |
| 2       | Un héros ordinaire          | Mardi 24 septembre 2013 (23:25-00:35) | ???                           | ???                                     |           |
| 3       | Quand la vie côtoie la mort | Mardi 1er octobre 2013 (23:25-00:35)  | 1 700 000                     | 25,0%                                   | [ 13 ]    |
| 4       | Neuf mois                   | Mardi 8 octobre 2013 (23:25-00:35)    | 1 594 000                     | 24,6%                                   |           |
| 5       | Esprit de famille           | Mardi 15 octobre 2013 (23:25-00:35)   | ???                           | ???                                     |           |
| 6       | Un père et passe            | Mardi 22 octobre 2013 (23:25-00:35)   | 1 700 000                     | 23,2%                                   | [ 14 ]    |
| 7       | Vocation sage-femme         | Mardi 29 octobre 2013 (23:25-00:35)   | ???                           | ???                                     |           |
| 8       | Une Nouvelle Vie            | Mardi 5 novembre 2013 (23:25-00:35)   | ???                           | ???                                     |           |
| 9       | Et ils vécurent heureux     | Mardi 12 novembre 2013 (23:25-00:35)  | ???                           | ???                                     |           |

Légende :
En fond vert = Les plus hauts chiffres d'audiences
En fond rouge = Les plus bas chiffres d'audiences

## Saison 4
Elle est diffusée à partir du mardi 14 octobre 2014 . Cette saison est tournée à l'hôpital Saint Joseph situé à Marseille .

## Saison 5
Elle est diffusée à partir du dimanche 24 avril 2016 . Cette fois le tournage se déroule à l’Hôpital Femme Mère Enfant des Hospices civils de Lyon .

## Saison 6
Elle est diffusée à partir du 17 septembre 2017 les dimanches après-midi. Les caméras sont de retour à Poissy.

## Saison 7
Elle est diffusée à partir du dimanche 6 janvier 2019. Cette saison est tournée à l'hôpital de Villeneuve-Saint-Georges (94) en Île-de-France. Pour la première fois, une animatrice présente les documentaires, il s'agit de Karine Ferri .

### Audiences
| Épisode | Titre                    | Jour et horaire de diffusion           | Téléspectateurs en million(s) | Parts de marché (sur les 4 ans et plus) | Référence |
| ------- | ------------------------ | -------------------------------------- | ----------------------------- | --------------------------------------- | --------- |
| 1       | Seule                    | Dimanche 6 janvier 2019 (16:04-17:14)  | 1 460 000                     | 11,7 %                                  | [ 19 ]    |
| 2       | Villeneuve-Saint-Georges | Dimanche 13 janvier 2019 (16:06-17:14) | 1 200 000                     | 10,2 %                                  | [ 20 ]    |
| 3       | Jamais sans ma mère      | Dimanche 20 janvier 2019 (16:05-17:15) | 1 230 000                     | 10,3 %                                  | [ 21 ]    |
| 4       | Jamais sans ma mère      | Dimanche 27 janvier 2019 (16:15-17:20) | 1 160 000                     | 8,8 %                                   | [ 22 ]    |
| 5       | À contretemps            | Dimanche 3 février 2019 (16:05-17:12)  | 1 280 000                     | 10,8 %                                  | [ 23 ]    |
| 6       | Le cri                   | Dimanche 10 février 2019 (16:05-17:10) | 1 170 000                     | 8 %                                     | [ 24 ]    |
| 7       | L'instinc maternel       | Dimanche 17 février 2019 (16:07-17:12) | 1 340 000                     | 14 %                                    | [ 24 ]    |
| 8       | Bébé surprise            | Dimanche 24 février 2019 (16:05-17:10) | -                             | %                                       |           |
| 9       | Papa                     | Dimanche 3 mars 2019 (16:05-17:10)     | -                             | %                                       |           |

Légende :
En fond vert = Les plus hauts chiffres d'audiences
En fond rouge = Les plus bas chiffres d'audiences

## Épisode spécial
En attendant le tournage de la saison 8, un épisode spécial est diffusé le 29 février 2020. Il est intitulé " Baby boom : les 40 accouchements extraordinaires" .